# A szécsényi konföderáció oklevele
A szécsényi konföderáció oklevele (Latinul: Instrumentum Confoederationis Inclitorum Regni Hungariae Statuum et Ordinum pro Libertate confoederatorum, más néven: szécsényi országos szövetséglevél) a szécsényi országgyűlésen 1705. szeptember 20-án kelt, II. Rákóczi Ferenc, a státusok és rendek által kiállított dokumentum, melyben Rákóczit vezérlőfejedelemmé választották, és lengyel mintára konföderációt (szövetséget) alakítottak.

## Története

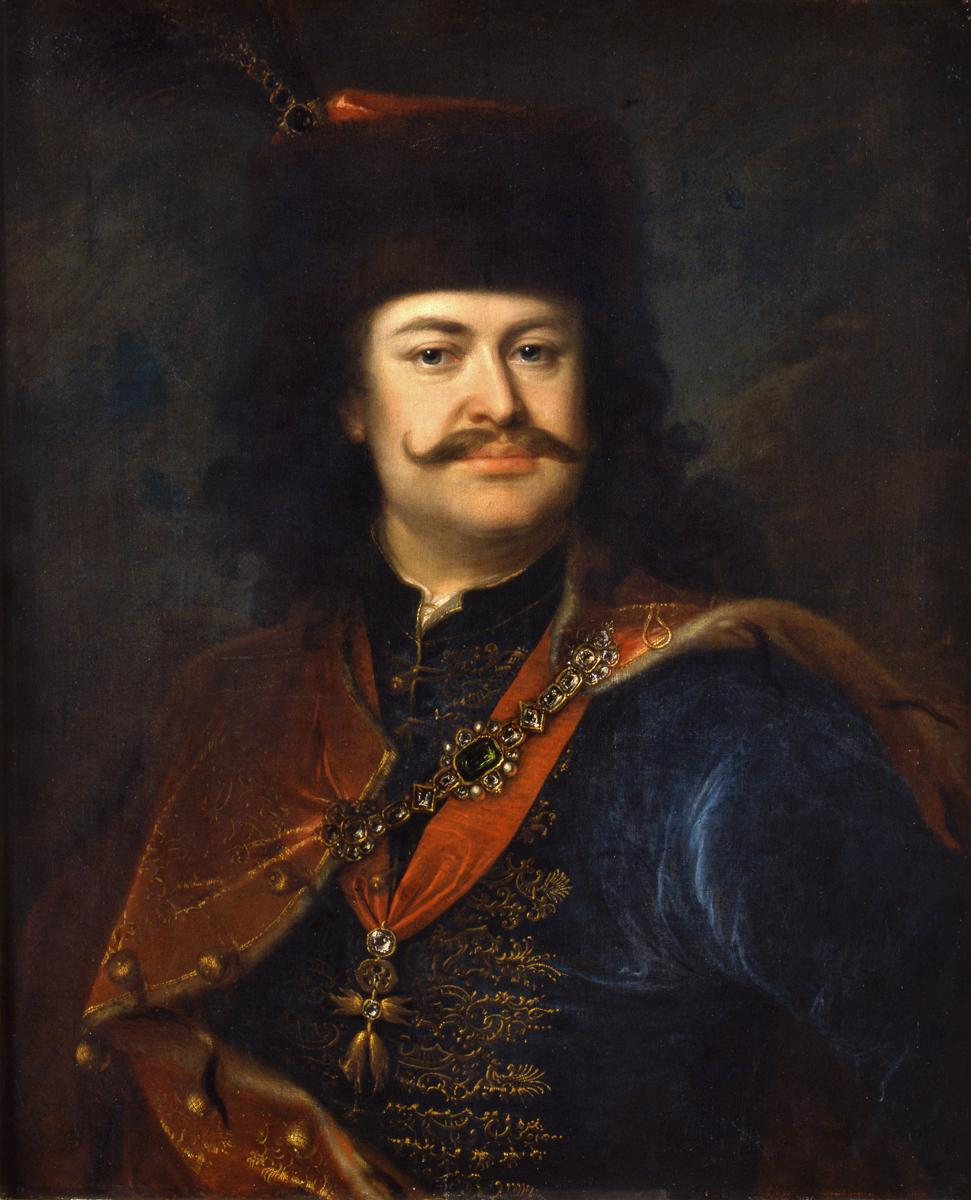
Mányoki Ádám: II. Rákóczi Ferenc képmása (1712, Gdańsk)

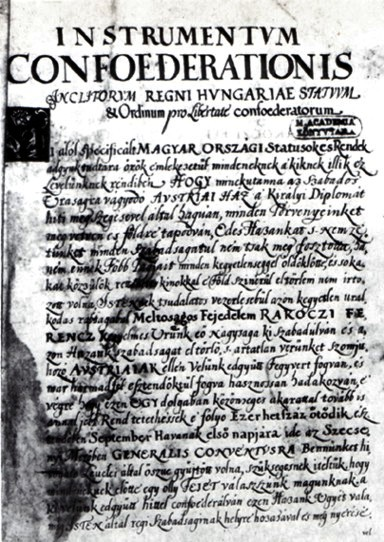
Szécsényi konföderáció oklevele

A szécsényi gyűlés összehívására I. József trónra lépte és az 1704-1705. évi szerencsétlen hadi események miatt került sor. A gyűlésen számos szóbeli és írásbeli döntés született. Több cikkből álló törvényt is alkottak, bár a későbbi szerkesztők politikai és egyéb okokból ezeket a Corpus Jurisba nem vették fel.
A konföderációt Bercsényi Miklós javaslatára kötötték meg lengyel közjogi mintát követve, mely szerint a király, a nemesek vagy a városok a közrend, a szabadság vagy a függetlenség védelme érdekében fegyveres csoportot alakíthatnak.
A dokumentumot három példányban készítették el. Egyet Rákóczi, egyet Lengyelország prímása, egyet pedig – a protestánsok kérésére – a hannoveri választófejedelem kapott megőrzésre. (Utóbbi később I. György néven brit király lett.) A küldöttek nem mindegyik példányt írták alá, így az egyes példányokon nem ugyanazok az aláírások szerepelnek, és az oklevelek különböző terjedelműek.
A konföderáció kinyomtatásáról már Rákóczi gondoskodott, ezért annak tartalma ismert volt szélesebb körben. Azonban az eredeti dokumentumok sokáig nem voltak meg. Az egyik példányt Władisław Czartoryski herceg adományaként 1870-ben szerezte meg a Magyar Tudományos Akadémia. Thaly Kálmán – számos nyomdahibával – még ebben az évben közreadta a Századok című lapjain. (A Czartoryski család és politikai frakciója, a Familia Rákóczi idejében aktív külpolitikát folytatva kapcsolatban állt magyar ügyekkel.)
A másik ismert okirat Párizsban, a Bibliotheca Polonica tulajdona volt. Ezt Hornyánszky Viktor 1911-ben adta ki díszes kiadásban, Borovszky Samu bevezetőjével. Ekkor a két példányt tartalmilag is összevetették.

## Tartalma
Az akadémiai példány 8 pergamenlevélből áll. Finom bőrre írták és alakja felettébb ünnepélyes, ritka. A másik példány 12 pergamenlevélből áll, s mind az aláírás, mind a pecsét több rajta, mint az akadémiain.
Jelenleg nem ismert olyan lista, ami pontosan azonosítaná az aláírókat. A szabadságharc vezetői közül Rákóczi Ferenc, Bercsényi Miklós, Forgách Simon, Esterházy Antal, Barkóczy Ferenc, Károlyi Sándor, Csáky István, Csáky Mihály jegyezte ellen többek között. Az aláírók között vármegyei és városi küldöttek is voltak.

## Külső kapcsolatok
- Nizalowski Attila: Lengyelekről, magyarokról és a zenéről, ami összeköt minket. Mandiner, 2019. (Hozzáférés: 2019. június 18.)

## Lásd még
- Breznai kiáltvány